# Luisa Diana Orleánská
Luisa Diana Orleánská (27. června 1716, Palais Royal – 26. září 1736, Château d'Issy) byla sedmou dcerou a posledním dítětem Filipa II. Orleánského (v letech 1715 až 1723 regenta království) a jeho manželky Františky Marie Bourbonské, nejmladší legitimizované dcery krále Ludvíka XIV. a jeho milenky Madame de Montespan. Luisa Diana se narodila během regentství svého otce za mladého Ludvíka XV. Sňatkem princezna z Conti zemřela ve dvaceti letech při porodu.

## Život
Luisa Diana Orleánská se narodila v Palais Royal, pařížském sídle Orleánských, 27. června 1716 jako nejmladší dítě vévody a vévodkyně z Orléans. K narození své vnučky Alžběta Šarlota Falcká, u dvora známá jednoduše jako Madame, řekla:

Ve chvíli, kdy jsem dokončila svůj dopis princezně z Walesu, mi přišli oznámit, že Madame d'Orléans začaly porodní bolesti. V jedenáct hodin byl můj kočár připraven [at the Château de Saint-Cloud], ve čtvrt na jednu jsem vstoupila do předpokoje a bylo mi řečeno tichým hlasem : 'Její královská Výsost před hodinou bezpečně usnula.' Bylo to však řečeno tak smutným tónem, že jsem nepochybovala o tom, že Madame d'Orléans porodila sedmou dceru, a to se bohužel stalo.

Do svatby byla Luisa Diana známá jako Mademoiselle de Chartres. Oslovení Mademoiselle de Chartres užívala již její starší sestra Adéla, která byla v době jejího narození již jeptiškou v Chelles. Užívala ho také její teta Alžběta Charlotta Orleánská.
Luisa vyrůstala v době, kdy byl její otec, známý jako Philippe d'Orléans nebo jednoduše le Régent, de facto vládcem Francie, od smrti Luisina dědečka Ludvíka XIV. měl na starosti státní záležitosti. V Palais Royal měl Régent svůj dvůr, kde otevřeně žil se svou milenkou Marie-Madeleine de Parabère. Její matka později získala Château de Bagnolet, kde žila klidným životem bez skandálů.
Jako členka vládnoucího rodu Bourbonů byla Luisa princeznou královské krve. Protože byla její matka nemanželské dítě, nebyla Luisa ani její sourozenci fille de France.
V dětství prý byla velmi citlivá a v dospělosti z ní vyrostla jedna z nejkrásnějších regentových dcer. Jelikož byla jen další dívkou (jednou ze sedmi), nebylo její narození uvítáno s takovou radostí, jako narozená jejího bratra Ludvíka. V roce 1723 její otec ve čtyřiceti devíti letech ve Versailles zemřel a titul orleánského vévody zdědil její jediný bratr Ludvík, který se v roce 1724 oženil s markraběnkou Johanou Bádenskou.
V prosinci 1731 bylo rozhodnuto, že se Luisa provdá za svého vzdáleného bratrance Louise Françoise I. de Bourbon. Sňatek byl domluven Luisinou matkou Františkou Marií, orleánskou vévodkyní vdovou, a Luisinou sestřenicí (a následně tchyní) Luisou Alžbětou Bourbonskou, princeznou vdovou z Conti.
De 22. ledna 1732 se Luisa Diana za prince z Conti provdala. Svatební obřad se konal na zámku Versailles. Nevěstě bylo patnáct let a ženichovi čtrnáct. Její sestřenice Alžběta Alexandrine Bourbonská měla tu čest držet jí vlečku.
Po svatbě začala být u dvora známá jako Její Jasnost princezna z Conti. Její manžel obdržel titul prince z Conti v roce 1727, po smrti svého otce Louise Armanda II., prince z Conti. V roce 1734 porodila Luisa Diana syna, dědice jména Conti, a v roce 1736 druhé dítě, které zemřelo při porodu.
Luisa zemřela 26. září 1736 v Issy při porodu. Byla pohřbena v kostele Saint-André-des-Arcs. Luisin jediný přeživší syn Louis François II. de Bourbon byl posledním princem z Conti.

## Potomci
- 1. Louis François II. de Bourbon (1. 9. 1734 Paříž – 13. 3. 1814 Barcelona), poslední kníže de Conti
  - ⚭ 1759 Marie Fortunata d'Este (24. 11. 1731 Modena – 21. 9. 1803 Benátky)
- 2. syn (*/† 26. 9. 1736 Issy-les-Moulineaux)

## Vývod z předků
|                       |                                      |  |                          |                                    |  |  |  |  |  |  |  | Jindřich IV. Francouzský |
|                       |                                      |  |                          |                                    |  |  |  |  |  |  |  |                          |
|                       | Ludvík XIII.                         |  |                          |                                    |  |  |  |  |  |  |  |                          |
|                       |                                      |  |                          |                                    |  |  |  |  |  |  |  |                          |
|                       |                                      |  |                          | Marie Medicejská                   |  |  |  |  |  |  |  |                          |
|                       |                                      |  |                          |                                    |  |  |  |  |  |  |  |                          |
|                       | Filip I. Orleánský                   |  |                          |                                    |  |  |  |  |  |  |  |                          |
|                       |                                      |  |                          |                                    |  |  |  |  |  |  |  |                          |
|                       |                                      |  |                          | Filip III. Španělský               |  |  |  |  |  |  |  |                          |
|                       |                                      |  |                          |                                    |  |  |  |  |  |  |  |                          |
|                       | Anna Rakouská                        |  |                          |                                    |  |  |  |  |  |  |  |                          |
|                       |                                      |  |                          |                                    |  |  |  |  |  |  |  |                          |
|                       |                                      |  |                          | Markéta Habsburská                 |  |  |  |  |  |  |  |                          |
|                       |                                      |  |                          |                                    |  |  |  |  |  |  |  |                          |
|                       | Filip II. Orleánský                  |  |                          |                                    |  |  |  |  |  |  |  |                          |
|                       |                                      |  |                          |                                    |  |  |  |  |  |  |  |                          |
|                       |                                      |  |                          | Fridrich Falcký                    |  |  |  |  |  |  |  |                          |
|                       |                                      |  |                          |                                    |  |  |  |  |  |  |  |                          |
|                       | Karel I. Ludvík Falcký               |  |                          |                                    |  |  |  |  |  |  |  |                          |
|                       |                                      |  |                          |                                    |  |  |  |  |  |  |  |                          |
|                       |                                      |  |                          | Alžběta Stuartovna                 |  |  |  |  |  |  |  |                          |
|                       |                                      |  |                          |                                    |  |  |  |  |  |  |  |                          |
|                       | Alžběta Šarlota Falcká               |  |                          |                                    |  |  |  |  |  |  |  |                          |
|                       |                                      |  |                          |                                    |  |  |  |  |  |  |  |                          |
|                       |                                      |  |                          | Vilém V. Hesensko-Kasselský        |  |  |  |  |  |  |  |                          |
|                       |                                      |  |                          |                                    |  |  |  |  |  |  |  |                          |
|                       | Šarlota Hesensko-Kasselská           |  |                          |                                    |  |  |  |  |  |  |  |                          |
|                       |                                      |  |                          |                                    |  |  |  |  |  |  |  |                          |
|                       |                                      |  |                          | Amálie Alžběta z Hanau-Münzenbergu |  |  |  |  |  |  |  |                          |
|                       |                                      |  |                          |                                    |  |  |  |  |  |  |  |                          |
| Luisa Diana Orleánská |                                      |  |                          |                                    |  |  |  |  |  |  |  |                          |
|                       |                                      |  |                          |                                    |  |  |  |  |  |  |  |                          |
|                       |                                      |  | Jindřich IV. Francouzský |                                    |  |  |  |  |  |  |  |                          |
|                       |                                      |  |                          |                                    |  |  |  |  |  |  |  |                          |
|                       | Ludvík XIII.                         |  |                          |                                    |  |  |  |  |  |  |  |                          |
|                       |                                      |  |                          |                                    |  |  |  |  |  |  |  |                          |
|                       |                                      |  |                          | Marie Medicejská                   |  |  |  |  |  |  |  |                          |
|                       |                                      |  |                          |                                    |  |  |  |  |  |  |  |                          |
|                       | Ludvík XIV.                          |  |                          |                                    |  |  |  |  |  |  |  |                          |
|                       |                                      |  |                          |                                    |  |  |  |  |  |  |  |                          |
|                       |                                      |  |                          | Filip III. Španělský               |  |  |  |  |  |  |  |                          |
|                       |                                      |  |                          |                                    |  |  |  |  |  |  |  |                          |
|                       | Anna Rakouská                        |  |                          |                                    |  |  |  |  |  |  |  |                          |
|                       |                                      |  |                          |                                    |  |  |  |  |  |  |  |                          |
|                       |                                      |  |                          | Markéta Habsburská                 |  |  |  |  |  |  |  |                          |
|                       |                                      |  |                          |                                    |  |  |  |  |  |  |  |                          |
|                       | Františka Marie Bourbonská           |  |                          |                                    |  |  |  |  |  |  |  |                          |
|                       |                                      |  |                          |                                    |  |  |  |  |  |  |  |                          |
|                       |                                      |  |                          | Gaspard de Rochechouart            |  |  |  |  |  |  |  |                          |
|                       |                                      |  |                          |                                    |  |  |  |  |  |  |  |                          |
|                       | Gabriel de Rochechouart de Mortemart |  |                          |                                    |  |  |  |  |  |  |  |                          |
|                       |                                      |  |                          |                                    |  |  |  |  |  |  |  |                          |
|                       |                                      |  |                          | Louise de Maure                    |  |  |  |  |  |  |  |                          |
|                       |                                      |  |                          |                                    |  |  |  |  |  |  |  |                          |
|                       | Madame de Montespan                  |  |                          |                                    |  |  |  |  |  |  |  |                          |
|                       |                                      |  |                          |                                    |  |  |  |  |  |  |  |                          |
|                       |                                      |  |                          | Jean de Grandseigne                |  |  |  |  |  |  |  |                          |
|                       |                                      |  |                          |                                    |  |  |  |  |  |  |  |                          |
|                       | Diane de Grandseigne                 |  |                          |                                    |  |  |  |  |  |  |  |                          |
|                       |                                      |  |                          |                                    |  |  |  |  |  |  |  |                          |
|                       |                                      |  |                          | Catherine de la Béraudière         |  |  |  |  |  |  |  |                          |
|                       |                                      |  |                          |                                    |  |  |  |  |  |  |  |                          |